# 건우 (후한)
건우(乾祐, 948년 1월 ~ 951년 1월)는 후한(後漢) 고조(高祖) 유고(劉暠)의 연호이다. 3년 가량 사용하였다. 뒤를 이은 은제(隱帝)가 이어서 사용하였다. 건우 3년(950년) 11월, 은제(隱帝)가 곽위(郭威)와의 전쟁에서 전사하자, 후한이 멸망하였다. 곽위에 의해서 후주가 세운 후 광순으로 개원할 때까지 사용하였다. 같은 시기, 후한의 잔존세력이 북한을 건국하여 천회로 개원할 때까지 건우 연호를 사용하였다.
건우 연호를 차용한 십국(十國) 국가는 형남(荊南), 남초(南楚, 948년 1월 ~ 950년 11월), 오월(吳越), 북한(北漢, 951년 1월 ~ 956년)이 있다.

## 개원
- 천복(天福) 13년 1월 5일[1](948년 2월 17일)에 연호를 건우(乾祐)로 개원함.[2][3][4][5]

- 건우(乾祐) 4년 1월 5일[6](951년 2월 13일)에 후주 건국 후, 연호를 광순(廣順)으로 건원함.[7][8][9][5]

- 건우(乾祐) 10년 1월 1일[10](957년 2월 3일)에 북한에서 연호를 천회(天會)로 개원함.[11][12][5]

## 연대 대조표

### 후한(後漢)
| 건우       | 원년            | 2년        | 3년        | 4년                 |
| 서기(西紀) | 948년           | 949년      | 950년      | 951년               |
| 간지(干支) | 무신(戊申)      | 기유(己酉) | 경술(庚戌) | 신해(辛亥)          |
| 요(遼)     | 천록(天祿) 2년  | 3년        | 4년        | 5년 응력(應曆) 원년 |
| 남한(南漢) | 건화(乾和) 6년  | 7년        | 8년        | 9년                 |
| 후촉(後蜀) | 광정(廣政) 11년 | 12년       | 13년       | 14년                |
| 남당(南唐) | 보대(保大) 6년  | 7년        | 8년        | 9년                 |

### 북한(北漢)
| 건우       | 5년        | 6년        | 7년        | 8년        | 9년        |
| 서기(西紀) | 952년      | 953년      | 954년      | 955년      | 956년      |
| 간지(干支) | 임자(壬子) | 계축(癸丑) | 갑인(甲寅) | 을묘(乙卯) | 병진(丙辰) |

## 동시대 연호

### 한국
고려(高麗)
- 광덕(光德) (949년 ~ 952년)

### 중국
요(遼)
- 천록(天祿) (947년 ~ 951년)

남한(南漢)
- 건화(乾和) (943년 ~ 958년)

후촉(後蜀)
- 광정(廣政) (938년 ~ 965년)

남당(南唐)
- 보대(保大) (943년 ~ 957년)

대리국(大理國)
- 지치(至治) (946년 ~ 951년)

호탄 왕국(于闐)
- 동경(同慶) (912년 ~ 966년)

### 일본
- 덴랴쿠(天曆) (947년 ~ 957년)

## 같이 보기
- 다른 왕조의 같은 연호
  - 서하(西夏) 건우(乾祐, 1170년 ~ 1193년)

- 중국의 연호 목록